# Bulletproof (colonna sonora)
Bulletproof è la colonna sonora del videogioco 50 Cent: Bulletproof, realizzata da 50 Cent e pubblicata dalla Shadyville Entertainment.

## Tracce
1. Maybe We Crazy – 3:25
2. When You Hear That (feat. Tony Yayo) – 2:52
3. I'm a Rider – 2:43
4. Simply the Best – 1:43
5. Pimpin – 3:57
6. Why They Look Like That – 1:51
7. Come and Get You – 2:13
8. I Warned You – 2:09
9. I Run NY (feat. Tony Yayo) – 4:55
10. Grew Up – 1:34
11. Southside G-Unit – 1:31
12. Hit You Up (feat. Lloyd Banks e Tony Yayo) – 3:20
13. G-Unit Radio (feat. DJ Whoo Kid) – 0:43